# Santa Izabel do Oeste
Santa Izabel do Oeste é um município brasileiro do estado do Paraná. Sua população, conforme estimativas do IBGE de 2018, era de 14 521 habitantes.

## História
Em meados da década de 1940, chegou no território onde hoje é Santa Izabel do Oeste, o primeiro morador, João Ribeiro Cordeiro, natural de Campos Novos (Santa Catarina), atraído pela propaganda da terra fértil. Acompanhado de João Druhm, Lauro Vidal, Antônio Maria Viana, Elzino Tolomiotti e Laura Etelvina Gonçalvez, abriram picadas, com facão e foice para dar início as plantações de subsistências.
Inicialmente, o território de Santa Izabel do Oeste pertencia ao município de Capanema e em 1961, com a emancipação de Ampére, a população Izabelense passou a lutar pela própria emancipação. Em 1° de março de 1962, pela lei n° 18/62 que criava o distrito administrativo de Santa Izabel do Oeste, João Cordeiro foi nomeado para o cargo de subprefeito. A partir deste momento, formou-se um comissão pró-emancipatória composta por Lino Rockembach, José Penso,  Severino Bernardi, Valdir Ribas e Nestor Bocchi. A emancipação política do município foi conseguida pela lei n° 4788 de 29 de novembro de 1963. O nome do município foi escolhido em homenagem à mãe do fundador e colonizador João Ribeiro Cordeiro.
O primeiro prefeito eleito foi o Lino Rockembach, o qual criou cinco distritos. O primeiro foi Sarandi, criado pela lei Municipal n° 06 de 16 de janeiro de 1965. O distrito de  Rio da Prata foi criado pela lei n° 07 de 16 de janeiro de 1965, e em 26 de outubro de 1967 tornou-se distrito judiciário por lei estadual, sendo o único desta categoria.  No mesmo dia (16 de janeiro de 1965) criou-se o distrito administrativo de  Jacutinga e a lei n° 09 criou o distrito de Anunciação. A lei n° 10 criou do quinto e último distrito:  União do Oeste.
Somente em agosto de  1964 a GETSOP fez a demarcação dos lotes rurais e do perímetro urbano. Seus limites foram definidos pela Lei n° 43 de 25 de novembro de 1968 e a Lei n°42 fixou os nomes das praças, os quais são todos nomes de árvores que existiam em abundância na ocasião da ocupação, como: pinheiro, acácia, jacarandá, cedro, imbuía, ipê, coqueiro, carvalho, canela, marfim.